# 과천시의회
과천시의회는 경기도 과천시 지역을 관할하는 기초의회이다.